# Jerry Seinfeld (personaje)
Jerome "Jerry" Seinfeld es un personaje ficticio en la sitcom estadounidense Seinfeld (1989-1998), quien es la versión ficticia del comediante Jerry Seinfeld, el cual es interpretado por sí mismo. 
Jerry es el personaje principal de la serie y quien es siempre rodeado por una serie de problemas absurdos y finales inadecuados. Seinfeld es caracterizado por su nihilismo, sentido del humor, paranoia y por su tono de voz. Seinfeld vive en un apartamento en Manhattan y al frente de él vive su excéntrico vecino y amigo Cosmo Kramer, además siempre es visitado por Elaine (su exnovia) y George (su mejor amigo desde la infancia).
Jerry ha aparecido en todos los episodios de la serie, siendo el único personaje de la serie en aparecer durante toda la serie. Jerry Seinfeld consiguió por este papel cuatro nominaciones al Globo de Oro saliendo victorioso con uno en 1994.

## Personalidad
Jerry es destacado por observar, criticar y discutir acerca de cosas absurdas como se muestra en el primer episodio "The Seinfeld Chronicles", donde habla acerca del segundo botón de la camisa, también hace lo mismo en el episodio "The Boyfriend" donde Newman y Kramer acusan a Keith Hernandez de haberlos escupido y Jerry debate acerca de la posición de Hernandez con respecto a Newman y Kramer y acerca del rebote de la saliva de Kramer hacia Newman. 
También se presenta como una persona sin sentimientos, totalmente nihlista, hasta que en el episodio "The Serenity Now" Jerry deja salir sus emociones y llora.
Jerry es un gran fan a Superman, donde en el episodio "The Stock Tip" discute con George acerca del "super humor" que tiene Superman, en "The Bizarro Jerry" en el cual se habla del Superman Bizarro ;

«Yeah, like Bizarro Superman—Superman's exact opposite, who lives in the backwards Bizarro world. Up is down; down is up. He says "Hello" when he leaves, "Goodbye" when he arrives.» 
"Sí, como el Superman Bizarro, el opuesto de Superman, quien vive en un mundo bizarro. Arriba es abajo; abajo es arriba. Él dice "Hola" cuando se marcha y "Adiós" cuando llega. "

Jerry acerca del Superman Bizarro

En cuanto a los temores Jerry sufre de Misofobia (temor a los gérmenes), como se muestra en el episodio "The Pothole" cuando Jerry tine asco de besar a su novia Jenna porque se cepilló los dientes con un cepillo en el inodoro, y luego ella lo descubre y le dice a Jerry que ella metió un objeto del apartamento de Jerry al inodoro y Jerry se deshace de varias cosas por el mismo miedo. El capítulo concluye en que ellos terminan porque Jenna quedó cubierta del agua del inodoro. 
Jerry nunca fuma cigarro pero sí se le ha visto unas pocas veces fumando un habano, en el episodio "The Calzone" y en "The Wizard". En cuanto a las aficiones deportivas, Jerry es un gran fan de los Mets de Nueva York, esto se muestra en el episodio "The Baby Shower"
Jerry en cuanto a su apariencia, siempre en las presentaciones de Stand-up, él usa algún tipo de saco, también cuida de su corte de cabello, en el episodio "The Barber" se muestra el cambio de barbero que tiene que hacer porque le dejan el cabello arruinado.
Según Elaine Jerry tiene "stupid reasons to break up" (estúpidas razones para separase), por lo cual nunca mantiene una relación. En varios episodios se muestran razones absurdas por las que él se separó de ellas, algunas son:
- Deja a Jillian por las manos de hombre ("The Bizarro Jerry").
- Deja a Naomi por su raro sonido en la risa  ("The Bubble Boy").
- Deja a Jenna por estar cubierta de agua del sanitario ("The Pothole").

## Relaciones

### George
George y Jerry crecieron juntos en Nueva York y estudiaron juntos a la "Escuela Edward R. Murrow Middle", a la "Secundaria John F. Kennedy"  y a la "Universidad de Queens". Además en el episodio "The Frogger" se habla de la pizzería donde frecuentaban y jugaban en la máquina el juego " The Frogger", donde George consiguió la puntuación más alta. Desde entonces los dos siempre se juntan en el apartamento de Jerry o en Monk's.
George es el mejor amigo de Jerry, y siempre planean todo juntos, en el episodio "The Pilot" sacan al aire un show sobre nada llamado "Jerry", pero es cancelado por la desaparición del presidente de la NBC. En "The Finale" le vuelven a dar una oportunidad de rehacer el show y dándole 17 episodio iniciales, esto se acaba al ser llevados a prisión.

### Elaine
Elaine es la exnovia de Jerry, durante la serie se mostró una relación amistosa muy buena, donde ellos bromeaban de su antigua relación. En varios episodios se mostraron afectuosos sentimentalmente, en "The Boyfriend" Jerry siente celos por la relación de Keith Hernandez y Elaine, en "The Finale" Elanie casi expresa su amor hacia Jerry.

### Kramer
Es el vecino de enfrente de Jerry, no trabaja y le roba la comida a Jerry. Kramer siempre le insiste a Jerry para que se integre a las ideas de "Kramerica Industries". Kramer es muy entrometido en la vida de Jerry, entra y sale del apartamento de Jerry como si fuera su casa, en "The Robbery" Kramer deja abierta la puerta de Jerry y a día siguiente le habían robado todos los aparatos electrónicos. Kramer además siempre habla tanto con los padres de Costanza que con los de Jerry, en "The Blood" Morty y Helen revelan que Kramer llama todas las semanas.